# لانگنبرنسدورف
لانگنبرنسدورف (به آلمانی: Langenbernsdorf) یک شهر در آلمان است که در Zwickau (district) واقع شده‌است. لانگنبرنسدورف ۳٬۹۷۴ نفر جمعیت دارد.